# 이승환 (야구 선수)
이승환(1971년 3월 20일 ~)은 쌍방울 레이더스의 전 야구 선수이며 믿을만한 투수진의 부재를 극복하기 위한 쌍방울 측의 판단 아래 1994년 한국프로야구 신인 드래프트에서 쌍방울 2차 3라운드 19번에 지명됐으나 이렇다할 활약을 보이지 못했고 1995년 시즌 전 임의탈퇴 공시되어 은퇴했다.

## 출신 학교
- 충암고등학교
- 원광대학교

## 같이 보기
- 1994년 쌍방울 레이더스 시즌